# Charakterystyka (technika)
Charakterystyka – zależność między wielkościami (parametrami), branymi pod uwagę w czasie badań maszyn, urządzeń lub ich elementów albo wykres ilustrujący tę zależność